# Cristo flagellato (Ribera)
Il Cristo flagellato è un dipinto olio su tela (140×118 cm) di Jusepe de Ribera databile al 1618 e conservato presso la Quadreria dei Girolamini a Napoli.

## Storia e descrizione
Il dipinto, databile agli inizi del soggiorno napoletano del pittore spagnolo, intorno al 1618 circa, proverrebbe dal lascito testamentario del 1622 di Domenico Lercaro, sarto e collezionista d'arte che destinò la sua raccolta d'arte al complesso dei Girolamini, dov'erano anche il Sant'Andrea, il San Pietro, il San Giacomo Maggiore e il San Paolo dello stesso Ribera. Viene quindi menzionato per la prima volta nel 1692 da Carlo Celano nella sacrestia della chiesa napoletana, riportandolo quale opera di Ribera col titolo di Ecce Homo, mentre dagli anni '70 del Novecento assunse più propriamente il titolo di Cristo flagellato.
La scena, caratterizzata da un accentuato realismo e da una forte intensità emotiva, con motivi chiaroscurali di chiara impronta caravaggista napoletana, ritrae nello specifico il momento preparatorio alla Passione di Cristo, ossia mentre questi viene legato dall'aguzzino alla colonna della flagellazione. La figura di Cristo prende spunto in maniera pressoché evidente da quella ritratta da Caravaggio nella sua Flagellazione di Capodimonte, dall'indumento indossato alla nobile compostezza con cui il figlio di Dio si appresta a ricevere il supplizio.
Un'altra versione autografa del dipinto, più piccola per dimensione (99×81 cm) e senza la rappresentazione dell'individuo atto a legare Cristo, si trova alla Galleria Sabauda di Torino.

## Altre versioni

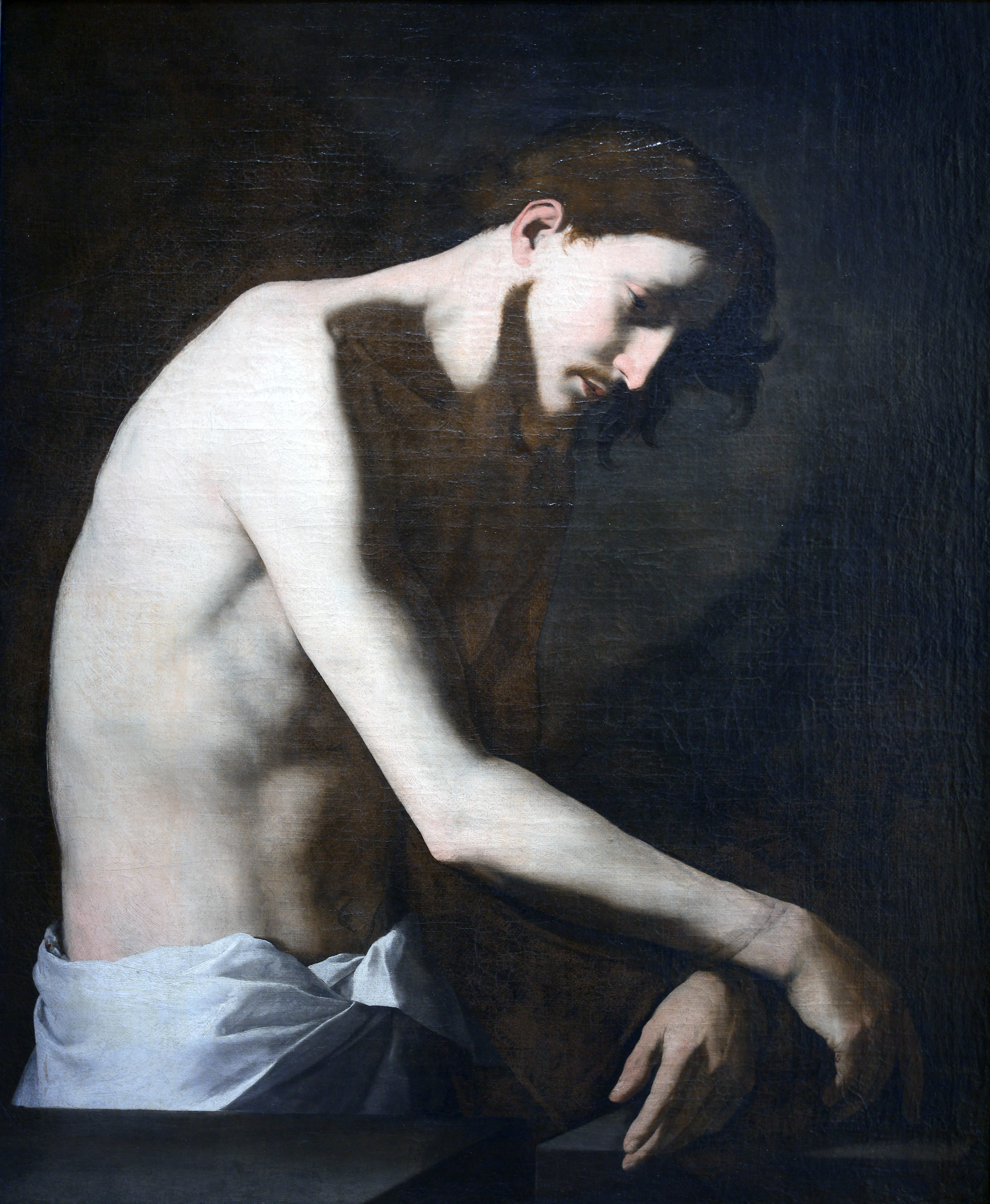
La versione del 1620 nella Galleria Sabauda di Torino